# He's Gonna Step On You Again
«He's Gonna Step On You Again» (también conocido como "Step On") fue un sencillo exitoso, escrito e interpretado por John Kongos en 1971.
El tema aparece en el Libro Guinness de los récords como el primero en utilizar un sample, aunque, de acuerdo con las notas incluidas en la reedición en CD del álbum Kongos, se trata de una cinta con un loop de percusión africana (el uso de cintas con loops e instrumentos mediante samples pregrabados, tales como el melotron y el Optigan ya se encontraban bien establecidos por entonces).
El sencillo ingresó en el Chart de Sencillos del Reino Unido el 22 de mayo de 1971, donde permaneció durante catorce semanas y logró alcanzar el puesto número 4. Fue editado por el sello Fly Records.  (El siguiente sencillo editado el mismo año, "Tokoloshe Man", también obtuvo el puesto número 4

## Versiones
Los Happy Mondays grabaron una versión de la canción bajo el título "Step On" en 1990, pensada, en un comienzo, para ser incluida en un compilado que editaría Elektra, su compañía en Estados Unidos. Sin embargo, la banda decidió editarla como sencillo y, en su lugar, grabaron "Tokoloshe Man" - también de Kongos - para el compilado. La versión de los Happy Mondays agrega un pequeño sample con tres notas de guitarra de la canción original.

"Step On" se convirtió en el sencillo de mayores ventas, alcanzando el puesto número cinco en el Reino Unido y el cincuenta y siete en el Billboard Hot 100.
La canción ha sido grabada por otros músicos, entre los que se incluye Def Leppard y las bandas australianas The Party Boys y The Chantoozies.